# Collado Hermoso
Collado Hermoso er en by og kommune i det centrale Spanien i provinsen Segovia. Den har et indbyggertal på 118 (2024) indbyggere.